# Чишма-Баш (Татарстан)
Чишма-Баш (тат. Чишмәбаш) — село в Кукморском районе Татарстана, входит в состав Большесардекского сельского поселения.

## География
Расстояние до Кукмора 25 километров, расстояние до Казани 130 километров. Рядом находится маленький посёлок Кара-Елга.

### Климат
Климат средне-континентальный. Среднегодовая температура 3,6 °C.

## Население
Численность населения, согласно Всероссийской переписи населения (2010), составляет 732 человека. Национальный состав села — татары.

## История
Село Чишма-Баш основано в XVI веке, до 1939 года называлось Кулларово. В начале XX века действовали три мечети (сохранились стены одной из них, в метр толщиной) и три медресе. На фронт из села ушли 200 мужчин и две женщины — Ш. Асхадуллина и З. Нуриахметова. 104 жителя села погибли на фронте.
В «Списке населённых мест по сведениям 1859—1873 годов», изданном в 1876 году, населённый пункт упомянут как казённая деревня Кулларово 2-го стана Малмыжского уезда Вятской губернии. Располагалась при речке Сардынке, по правую сторону Елабужского почтового тракта, в 31 версте от уездного города Малмыжа и в 30 верстах от становой квартиры в казённом селе Поляны (Вятские Поляны). В деревне, в 92 дворах жили 620 человек (311 мужчин и 309 женщин), были мечеть, китаечная фабрика.

## Улицы
- Заречная
- Мирная
- Молодёжная
- Новая
- Победы
- Посадочная
- Тукая
- Центральная[2][3][4]

## Объекты социальной сферы
- Фельдшерский пункт
- Детский сад[8][9]
- Начальная школа[10][11] (в 2012 году была реорганизована в форме присоединения к МБОУ «Гимназия с. Большой Сардек» Кукморского муниципального района РТ)[12]
- Музей (при школе)[1]
- Клуб[13]